# Broch von Clickhimin
Der etwa 2000 Jahre alte Broch von Clickimin (auch Clickhimin) liegt auf einer ehemaligen Insel am Südufer des Loch of Clickimin, südwestlich von Lerwick, auf den zu Schottland gehörenden Shetlandinseln. Der in Resten erhaltene Broch von Clickimin ist neben dem Broch von Mousa der am besten erhaltene auf den Shetlands und darüber hinaus einer der besterhaltenen überhaupt. Er ist seit 1882 als Scheduled Monument ausgewiesen und steht somit unter Denkmalschutz.
Während der nordischen Bronzezeit, etwa 700 v. Chr., wurde auf der von Gras bewachsenen und von Sumpf umgebenen kleinen Insel, die über einen künstlichen Damm erreichbar war, ein erster ovaler Steinbau errichtet, der den orkadischen Anlagen von Skara Brae ähnelt. Seine Reste liegen an der Nordwestmauer des Brochs.

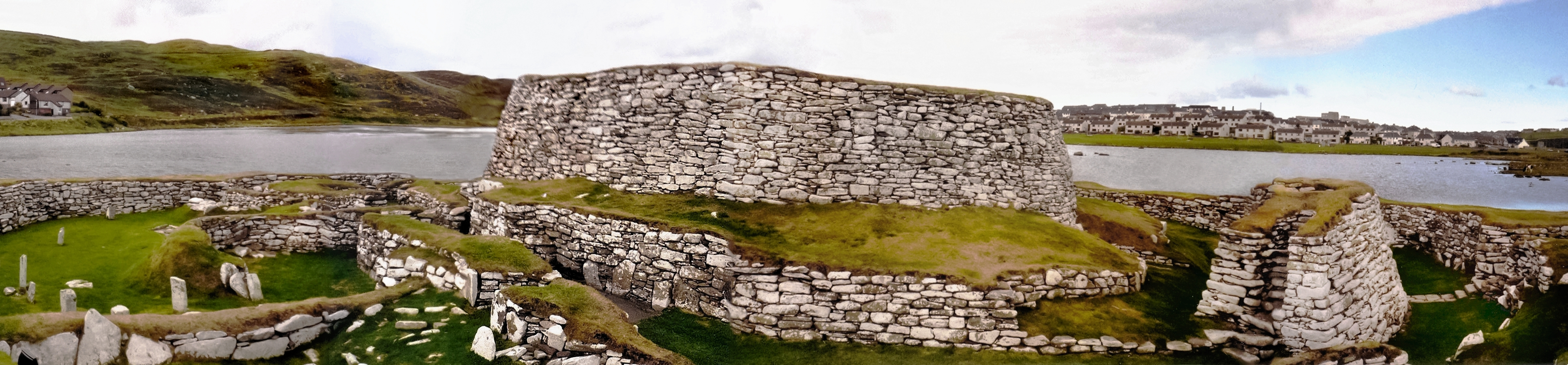
Clickhimin Broch

Um 200 wurde der Damm zur Insel durch einen Graben unterbrochen und um die Insel wurde eine stärkere Mauer errichtet. Holzhäuser mit Strohdächern wurden innerhalb der Einfriedung errichtet. Zu dieser Zeit wurde das Loch von Clickimin vom Meer abgeschnitten. Etwa 100 v. Chr. wurde ein etwa acht Meter langes, frei stehendes, so genanntes „Blockhaus“ vor das einzige Tor in der älteren Mauer gebaut. Es gibt je eine Zelle zu beiden Seiten des Durchgangs durch das fünf Meter starke Blockhaus. Im Unterschied zu anderen shetländischen „Blockhäusern“ waren die Zellen jedoch nur vom Obergeschoss aus erreichbar. Die Treppe am westlichen Ende des Blockhauses ist erhalten. Es gab Spuren von Gebäuden innerhalb der Einfriedung.
Ursprünglich größer als heute, wurde diese Phase von Clickimin nie fertig, denn die Arbeit am Broch, dem auffälligsten Merkmal der Insel, begannen. Der Broch war bei einem Innendurchmesser von etwa 10 m ursprünglich bis zu 12–15 m hoch, ohne Treppe in seiner ungewöhnlich starken Wand. Vom Innenraum aus sind zwei T-förmige Seitennischen erreichbar. Einige Zeit später wurde der Broch bereits in der Höhe reduziert.
Zur selben Zeit wurde der bronzezeitliche Bau, etwa 700 Jahre nach seiner Errichtung, erneut benutzt. Vermutet wird auch, dass zu diesem Zeitpunkt die auf dem Damm gefundene Steinplatte mit den eingetieften Fußsohlen, einer der seltsamsten Funde von Clickimin, hinzugefügt wurde, deren Zweck unbekannt ist. Ähnliche Fußabdrücke, wie sie in Dunadd in Argyll and Bute gefunden wurden, werden mit Zeremonien der Inauguration des Königtums in Verbindung gebracht.
Ab etwa 500 n. Chr. waren die Häuser (Wheelhouse) nur noch schlecht und zum Teil in den Ruinen der früheren Strukturen erbaut. Als die Wikinger etwa um 800 n. Chr. ankamen, war Clickimin bereits aufgegeben und vergessen. Die Stelle blieb für mehr als tausend Jahre ein Hügel auf einer kleinen Insel.
In den 1850er Jahren gruben die „Herren von Lerwick“ entsprechend der viktorianischen Vorliebe für Archäologie den Hügel aus und „restaurierten“, was sie gefunden hatten. Clickimin wurde dann in den 1950er Jahren archäologisch ausgegraben.
Der Nachweis von Ackerbau im Umfeld gelang durch das Auffinden von Gerste auf dem Boden steinerner Tröge, von denen einer in Clickimin zu sehen ist.